# Jens Gnisa
Jens Gnisa (* 19. Mai 1963 in Bielefeld) ist ein deutscher Richter und seit 2012 Direktor des Amtsgerichts Bielefeld. Von April 2016 bis Ende des Jahres 2019 war er Vorsitzender des Deutschen Richterbunds (DRB).

## Leben
Gnisa wuchs in Bielefeld auf und legte dort 1982 das Abitur ab. Ab 1983  studierte er Rechtswissenschaften mit dem Schwerpunkt Wirtschafts- und Arbeitsrecht an der Universität Bielefeld. 1990 schloss er das Studium mit dem zweiten Staatsexamen ab. Gnisa wurde vom Land Nordrhein-Westfalen zum Richter auf Probe angestellt. Am 13. September 1993 wurde er zum Richter auf Lebenszeit am Amtsgericht Paderborn berufen. Von 1998 bis 2002 und von 2007 bis 2012 war Gnisa am Landgericht Paderborn tätig. Von 2002 bis 2007 war er Richter am Oberlandesgericht Hamm, wo er vor allem mit Familiensachen und Verwaltungsangelegenheiten betraut war. Nach seiner Rückkehr an das Landgericht Paderborn wurde er am 27. September 2007 zum Vizepräsidenten des Landgerichts ernannt. 2012 wechselte er in seine Heimatstadt Bielefeld, wo er zum Direktor des Amtsgerichts Bielefeld ernannt wurde. Neben der Behördenleitung ist Gnisa als Richter in Zivil- und Zwangsvollstreckungssachen tätig.
Gnisa ist verheiratet und Vater dreier Kinder.

## Funktionen
Mit dem Wechsel zum OLG Hamm übernahm Gnisa die Funktion des Geschäftsführers des Landesverbandes NRW des Deutschen Richterbundes (DRB). Gleichzeitig wurde er zum stellvertretenden Vorsitzenden gewählt. 2005 gab er das Amt des Geschäftsführers ab, da er zum Landesvorsitzenden des DRB in Nordrhein-Westfalen gewählt wurde. Dieses Amt hatte er bis 2008 inne. 2010 wurde Gnisa in das Präsidium des Deutschen Richterbundes gewählt, dessen stellvertretender Vorsitzender er ab 2013 war. Im April 2016 wählte ihn die  Bundesvertreterversammlung des DRB zum Vorsitzenden des Verbandes. Während seiner Amtszeit wurde am 31. Januar 2019 der Pakt für den Rechtsstaat geschlossen, mit dem Bund und Länder die Justiz bis 2021 nachhaltig stärken wollen. Zum 31. Dezember 2019 trat Gnisa vom Amt des DRB-Vorsitzenden zurück, um bei der Kommunalwahl in NRW für das Amt des Landrates im Kreis Lippe zu kandidieren. Gnisa ist Mitglied der CDU und war Vorsitzender des CDU-Stadtverbands Horn-Bad Meinberg sowie Mitglied des Bundesparteigerichts der CDU.

## Schriften
- Die Mietrechtsreform 2013: Praxisleitfaden. SV Saxonia Verlag, Dresden 2013, ISBN 978-3-939248-57-6.
- Das Ende der Gerechtigkeit. Ein Richter schlägt Alarm. Herder, Freiburg im Breisgau 2017, ISBN 978-3-451-37729-7.[4]
- Politik selber machen! Warum ich mein Richteramt aufgebe und in die Politik gehe. Herder, Freiburg im Breisgau 2020, ISBN 978-3-451-07219-2.